# Langues tivoïdes
Les langues tivoïdes sont une branche de langues africaines, appartenant à la sous-famille du groupe bantoïde de la Région du Sud-Ouest du Cameroun, proches des langues béboïdes, et également des langues momo (en) ce qui permet d'envisager que des contacts avec celles-ci ont eu lieu. Les connaissances concernant ce groupe sont extrêmement lacunaires, alors que le tiv est une langue régionale importante ; une des pistes de développement des connaissances pourrait être l'établissement de listes comparatives des deux côtés de la frontière Cameroun-Nigéria, notamment en ce qui concerne les désinences du pluriel des noms.
La plupart des langues de ce groupe sont menacées de disparition. La langue la plus répandue est le tiv qui avait deux millions de locuteurs en 1991. La deuxième langue importante est le bitare, parlé par 110 000 locuteurs en 2000. À l’exception du tiv, ces langues ont été peu étudiées. La langue esimbi, qui a fait l’objet d’études, n’est pas clairement attestée comme appartenant au groupe de langues tivoïdes. 
Dieu et Renaud (1983) ont été les premiers à identifier un même groupe de langues, hypothèse repris par Watters et Leroy (1989), puis par Piron (1997), sans pour autant qu'une avancée notable soit faite en ce qui concerne l'analyse de la structure linguistique. Mais les connaissances lexicales sont assez importantes.
Les langues tivoïdes sont réparties en trois groupes principaux, eux-mêmes comportant plusieurs sous-groupes.

## Langues
- Langues tivoïdes du nord
  - Abon
  - Ambo
  - Batu
    - Amanda-Afi
    - Angwe (Batu)
    - Kamino

  - Bitare
- Mesaka
  - Batomo
- Langues tivoïdes du centre
  - Central Tivoid A (5)
    - Iceve-maci
      - Icheve
      - Oliti

    - Tiv-Evand (4)
      - Evant
      - Tiv-Iyive-Otanga (3)

  - Central Tivoid B (3)
    - Caka
      - Assaka
      - Batanga (Caka)

    - Eman
      - Amanavil
      - Amayo

    - Ipulo
      - Etongo
      - Olulu
      - Tinta